# Héctor Arbelo
Héctor Arbelo (Gerli, provincia de Buenos Aires, 11 de septiembre de 1921 – Buenos Aires, ídem, 17 de noviembre de 2003), cuyo nombre completo era Héctor Alberto Arbelo y utilizaba el seudónimo de León, fue un guitarrista, profesor de música y compositor dedicado al género del tango.

## Actividad profesional
En 1936 integró el coro que en el acto de recepción de los restos de Carlos Gardel en Buenos Aires cantó su obra Silencio. Estudió en PAADI (Primera Academia Argentina de Interpretación), la escuela y agencia de colocación de artistas que fundara Luis Rubistein en 1935.
Con el tiempo trabajó como músico estable de Radio del Pueblo y también acompañó a una serie de cantores de tango de primera línea, tales como Eladia Blázquez, Roberto Goyeneche, Rubén Juárez, Alberto Morán, Tito Reyes, Floreal Ruiz, Roberto Rufino, Julio Sosa y Ángel Vargas, entre otros. A Sosa lo acompañó en el programa televisivo Yo te canto Buenos Aires y en 1962, con el conjunto de guitarras dirigido por Arbelo, para la discográfica Columbia, en la grabación de doce piezas de música criolla. También hizo grabaciones con Jorge Porcel y con Marilina Ross.
Arbelo lucía una frondosa melena blanca, tenía nariz abatatada y una se le escuchaba una risa ronca que recordaba a un perezoso rugido, por todo lo cual su amigo Sosa le puso el apodo de León. Entre las obras de su autoría se recuerdan Cuándo has de volver Tal vez no volverás No creo en el amor Mis noches bohemias En esta esquina Para ti, árbol, Para ti, Mabel y Tenía razón Discepolín.
Trabajó en el papel de uno de los músicos del personaje Cholo en una película coproducción de Argentina, Suiza, Japón y Estados Unidos escrita y dirigida por Leonard Schrader y protagonizada por Vincent D'Onofrio, Mathilda May y Fernando Rey que fue estrenada en Japón en septiembre de 1991.
Falleció en Buenos Aires el 17 de noviembre de 2003.